# Károlyi Lajos (színművész, 1819–1891)

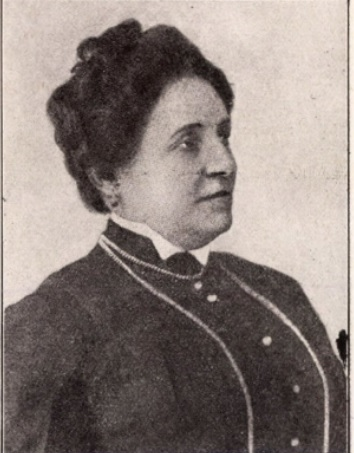
Károlyi Lajosné, Makfai Mária színésznő. Portréja a Magyar színművészeti lexikonban (1929)

Károlyi Lajos; Németh (Miskolc, 1819. – Budapest, 1891. december 21.) színész, színigazgató.

## Pályafutása
1839. december 26-án indult karrierje, drámai és jellemszerepben láthatta a közönség. Emellett rendezéssel is foglalkozott, vidéki elsőrangú színigazgatóként dolgozott. 1879. január 26-án ünnepelte negyvenéves jubileumát Székesfehérváron a Cigány címszerepében. 1866 és 1881 között felváltva Miskolcon, Pécsett és Székesfehérvárt volt társulatvezető, majd 1882 és 1884 között Szatmáron, ezután Nagybányán, és Tiszaújlakon működött. 1886-ban a Nemzeti Színházhoz került pénztárosnak, itt 1890-ig dolgozott. Elhunyt 1891. december 21-én este fél 6-kor, örök nyugalomra helyezték 1891. december 23-án a kőbányai út melletti sírkertben.

## Családja
Felesége Makfai Mária (Kaposvár, 1840 – Budapest, 1918. nov. 26.) színésznő volt, aki 1856-ban kezdte pályáját Latabár Endre társulatában. Férjével együtt lépett fel, 33 évig játszott.
Fia Károlyi Árpád (Miskolc, 1858. márc. 29.–?) 1876-ban kezdte pályáját Lászy Vilmosnál Kassán, ezt követően apja társulatához került. 1886-ban a Nemzeti Színház gondnoka lett.

## Fontosabb szerepei
- Zsiga (Szigligeti Ede: A cigány)
- Miller (Schiller: Ármány és szerelem)

## Működési adatai
- 1840–41: Kolozsvár
- 1843: Győr
- 1844–46: Szeged, Temesvár, Kolozsvár
- 1847: Győr, Kecskemét, Arad, Gócs
- 1848: Kassa
- 1851–52: Győr
- 1853: Kolozsvár
- 1857–59: Miskolc, Eger
- 1859–60: Arad, Szeged
- 1860–64: Kassa, Debrecen, Miskolc
- 1864–65: Arad

### Igazgatóként
- 1850: Miskolc
- 1854–55: Kolozsvár